# Eccellenza Marche 2024-2025
Il campionato italiano di calcio di Eccellenza Marche 2024-2025 è stato il trentaquattresimo organizzato in Italia e rappresenta il quinto livello del calcio italiano. Si è disputato tra l'8 settembre 2024 ed è terminato ad aprile 2025.

## Stagione
Con la promozione in Serie D della Civitanovese  tramite campionato e del Castelfidardo tramite i play-off nazionali, si chiude la stagione 2023-24. La retrocessione dalla Serie D (girone F) del Alma Juventus Fano ha portato inizialmente l'organico a 15 squadre.
Dal campionato di Promozione è stata promossa la blasonata Fabriano Cerreto, di ritorno dopo un solo anno dall'ultima volta, la vincitrice dei playoff Portuali Dorica, all'esordio assoluto nel massimo campionato regionale, e il Matelica, di ritorno dopo dodici stagioni. Viene quindi ripescato, per rispettare la numerazione, la perdente della finale playoff di Promozione, ovvero l'Atletico Centobuchi, di ritorno dopo quattordici stagioni d'assenza. Nel mese di giugno 2024 l'Atletico Centobuchi ha cambiato denominazione in Atletico Mariner.

## Squadre Partecipanti
| Club             | Città                         | Stadio                         | Stagione precedente                                        |
| ---------------- | ----------------------------- | ------------------------------ | ---------------------------------------------------------- |
| Atletico Mariner | San Benedetto del Tronto (AP) | Stadio Marcello Ciarrocchi     | 2° in Promozione Marche girone B, ripescato                |
| Chiesanuova      | Chiesanuova di Treia (MC)     | Stadio Sandro Ultimi           | 3° in Eccellenza Marche                                    |
| Fabriano Cerreto | Fabriano e Cerreto d'Esi (AN) | Stadio Comunale Mirco Aghetoni | 1° in Promozione Marche girone A, promosso                 |
| Fano             | Fano (PU)                     | Stadio Comunale di Fermignano  | 16° in Serie D/F, retrocesso                               |
| Maceratese       | Macerata                      | Stadio Helvia Recina           | 10° in Eccellenza Marche                                   |
| Matelica         | Matelica (MC)                 | Stadio Giovanni Paolo II       | 1° in Promozione Marche girone B, promosso                 |
| Montecchio Gallo | Vallefoglia (PU)              | Stadio G. Spadoni              | 6° in Eccellenza Marche                                    |
| Montefano        | Montefano (MC)                | Stadio Com. Dell'immacolata    | 2° in Eccellenza Marche                                    |
| Montegranaro     | Montegranaro (FM)             | Stadio La Croce                | 7° in Eccellenza Marche                                    |
| Monturano        | Monte Urano (FM)              | Stadio Comunale                | 15° in Eccellenza Marche                                   |
| Osimana          | Osimo (AN)                    | Stadio Diana                   | 8° in Eccellenza Marche                                    |
| Portuali Dorica  | Ancona                        | Stadio Comunale S.Giuliani     | 2° in Promozione Marche girone A, promosso dopo i play-off |
| Sangiustese      | Monte San Giusto (MC)         | Stadio Comunale Montegranaro   | 14° in Eccellenza Marche                                   |
| Tolentino        | Tolentino (MC)                | Stadio della Vittoria          | 11° in Eccellenza Marche                                   |
| Urbania          | Urbania (PU)                  | Stadio Comunale Principale     | 10° in Eccellenza Marche                                   |
| Urbino           | Urbino                        | Stadio Montefeltro             | 5° in Eccellenza Marche                                    |

## Classifica
Aggiornata al 28 aprile 2025 
|  | Pos. | Squadra               | Pt      | G  | V  | N  | P  | GF | GS | DR  |
|  | ---- | --------------------- | ------- | -- | -- | -- | -- | -- | -- | --- |
|  | 1.   | Maceratese            | 59      | 30 | 17 | 8  | 3  | 49 | 25 | 24  |
|  | 2.   | Montecchio Gallo      | 59      | 30 | 18 | 5  | 5  | 45 | 17 | 28  |
|  | 3.   | Chiesanuova           | 50      | 30 | 14 | 8  | 6  | 31 | 19 | 12  |
|  | 4.   | Tolentino             | 49      | 30 | 14 | 7  | 7  | 43 | 27 | 16  |
|  | 5.   | Urbino                | 48      | 30 | 14 | 6  | 8  | 37 | 28 | 9   |
|  | 6.   | Sangiustese           | 40      | 30 | 11 | 7  | 10 | 34 | 30 | 4   |
|  | 7.   | Montegranaro          | 39      | 30 | 9  | 12 | 7  | 29 | 22 | 7   |
|  | 8.   | Osimana               | 37      | 30 | 10 | 7  | 11 | 33 | 33 | 0   |
|  | 9.   | Montefano             | 37      | 30 | 10 | 7  | 11 | 33 | 35 | -2  |
|  | 10.  | Urbania               | 35      | 30 | 9  | 8  | 11 | 27 | 29 | -2  |
|  | 11.  | Fabriano Cerreto      | 34      | 30 | 9  | 7  | 12 | 34 | 41 | -7  |
|  | 12.  | Matelica              | 29      | 30 | 7  | 8  | 13 | 30 | 34 | -4  |
|  | 13.  | Atletico Mariner      | 22      | 30 | 6  | 4  | 18 | 22 | 53 | -31 |
|  | 14.  | Monturano Campiglione | 21      | 30 | 5  | 6  | 17 | 20 | 42 | -22 |
|  | 15.  | Portuali Dorica       | 17      | 30 | 3  | 8  | 17 | 17 | 49 | -32 |
|  | ---  | Fano                  | Escluso |    |    |    |    |    |    |     |

Legenda:
      Promosso in Serie D.
      Ammesso ai play-off nazionali.
 Ai play-off o ai play-out.
      Retrocesso in Promozione.
Regolamento:
Tre punti a vittoria, uno a pareggio, zero a sconfitta.
In caso di arrivo di due o più squadre a pari punti, la graduatoria verrà stilata secondo la classifica avulsa tra le squadre interessate che prevede, in ordine, i seguenti criteri:
- Punti negli scontri diretti
- Differenza reti negli scontri diretti
- Differenza reti generale
- Reti realizzate in generale
- Sorteggio
- Il Fano è stato escluso a 7 giornate dalla fine per liquidazione

## Risultati

### Tabellone
aggiornato al 2 aprile 2025
|                          | AMA  | CHI  | FAB  | FAN  | KSM  | MAC  | MAT  | MOF  | MCG  | MON  | OSI  | POR  | SAN  | TOL  | URB  | LMV  |
| ------------------------ | ---- | ---- | ---- | ---- | ---- | ---- | ---- | ---- | ---- | ---- | ---- | ---- | ---- | ---- | ---- | ---- |
| Atletico Mariner         | –––– | 0-1  | 2-1  | 4-0  | 0-5  | 1-3  | 0-4  | 3-1  | 2-1  | 2-1  | 2-3  | 3-3  | 0-0  | 0-2  | 0-2  | 1-3  |
| Chiesanuova              | 1-0  | –––– | 0-1  | 3-1  | 0-0  | 0-2  | 2-1  | 1-1  | 0-0  | 2-0  | 3-0  | 2-0  | 2-0  | 1-5  | 1-0  | 3-1  |
| Fabriano Cerreto         | 0-2  | 1-1  | –––– | 3-0  | 0-1  | 1-1  | 1-4  | 0-0  | 1-1  | 0-1  | 2-1  | 2-0  | 0-1  | 1-1  | 1-2  | 1-4  |
| Fano                     | 1-1  | 0-3  | 1-1  | –––– | 0-2  | 0-1  | 1-4  | 0-3  | 0-1  | 0-3  | 0-3  | 0-3  | 1-5  | 1-3  | 0-2  | 1-3  |
| K Sport Montecchio Gallo | 2-0  | 1-0  | 3-2  | 2-0  | –––– | 3-2  | 4-0  | 3-0  | 1-0  | 2-1  | 2-0  | 2-0  | 0-0  | 0-1  | 2-0  | 3-0  |
| Maceratese               | 2-0  | 3-2  | 3-1  | 3-0  | 2-0  | –––– | 1-0  | 2-0  | 1-1  | 4-0  | 1-0  | 2-1  | 1-2  | 2-2  | 2-2  | 2-2  |
| Matelica                 | 0-0  | 0-0  | 0-1  | 3-0  | 1-1  | 1-2  | –––– | 1-2  | 0-1  | 2-1  | 1-0  | 4-1  | 0-1  | 1-2  | 3-1  | 2-2  |
| Montefano                | 4-0  | 0-0  | 0-2  | 2-0  | 0-2  | 1-2  | 2-0  | –––– | 1-3  | 0-1  | 2-1  | 0-0  | 1-0  | 1-3  | 2-1  | 1-0  |
| Montegranaro             | 2-0  | 0-1  | 1-3  | 5-0  | 0-0  | 0-0  | 2-2  | 1-1  | –––– | 1-1  | 4-1  | 3-1  | 2-0  | 0-1  | 1-1  | 1-0  |
| Monturano Campiglione    | 1-2  | 1-0  | 1-3  | 3-0  | 2-1  | 1-1  | 1-1  | 2-2  | 0-1  | –––– | 0-2  | 1-1  | 0-3  | 1-2  | 1-0  | 0-1  |
| Osimana                  | 1-1  | 0-1  | 2-2  | 3-1  | 2-2  | 1-1  | 0-1  | 3-1  | 0-0  | 1-0  | –––– | 3-0  | 1-1  | 1-0  | 1-0  | 1-0  |
| Portuali Dorica          | 1-0  | 1-2  | 0-0  | 2-1  | 0-1  | 0-2  | 0-0  | 0-4  | 1-3  | 0-1  | 0-3  | –––– | 1-4  | 0-2  | 1-0  | 2-1  |
| Sangiustese VP           | 1-0  | 1-1  | 3-2  | 2-0  | 0-1  | 1-2  | 2-0  | 2-4  | 0-1  | 2-1  | 3-2  | 2-0  | –––– | 1-1  | 1-1  | 1-2  |
| Tolentino                | 4-1  | 0-2  | 5-2  | 3-0  | 0-2  | 1-2  | 1-0  | 0-1  | 1-1  | 2-0  | 0-1  | 2-1  | 1-1  | –––– | 2-1  | 0-0  |
| Urbania                  | 2-0  | 1-2  | 3-1  | 3-1  | 2-0  | 0-1  | 1-1  | 1-0  | 1-0  | 1-1  | 1-0  | 1-1  | 1-0  | 2-2  | –––– | 2-0  |
| Urbino                   | 2-0  | 0-2  | 1-0  | 1-1  | 2-1  | 1-0  | 2-0  | 1-1  | 1-0  | 2-0  | 2-2  | 1-1  | 2-1  | 1-0  | 3-0  | –––– |

## Spareggio promozione
|            | Risultati      |                  | Luogo e data           |
| ---------- | -------------- | ---------------- | ---------------------- |
| Maceratese | 1-1 (5-3 rig.) | Montecchio Gallo | Ancona, 11 maggio 2025 |

### Playoff

#### Semifinale
|             | Risultati |           | Luogo e data         |
| ----------- | --------- | --------- | -------------------- |
| Chiesanuova | 0-4       | Tolentino | Treia, 4 maggio 2025 |
|             |           |           |                      |

#### Finale
|                  | Risultati |           | Luogo e data                |
| ---------------- | --------- | --------- | --------------------------- |
| Montecchio Gallo | 2-1       | Tolentino | Vallefoglia, 18 maggio 2025 |
|                  |           |           |                             |

### Play-out

#### Finali
|                  | Risultati |                       | Luogo e data                             |
| ---------------- | --------- | --------------------- | ---------------------------------------- |
| Atletico Mariner | 1-0       | Monturano Campiglione | San Benedetto del Tronto, 11 maggio 2025 |
|                  |           |                       |                                          |